# 新豐泰集團
新豐泰集團控股有限公司（英語：Sunfonda Group Holdings Limited，港交所：1771）是中國西北地區第二大的豪華汽車經銷商。
2014年2月，新豐泰在香港進行公開招股，上市編號為1771，招股價介乎3.65元至4.55港元，集資最多6.8億港元，公司引入太平保險集團為基礎投資者。其後，新豐泰因市況不佳，決定延遲上市計劃。
而在2014年4月尾，新豐泰再次在香港進行公開招股，招股價為3.61元，集資額為5.4億港元，全球發售為1.5億股股份，廣州汽車集團、太平保險等成為本集團基礎投資者。

## 外部連結
- 新豐泰 （页面存档备份，存于）
- 新豐泰招股章程 （页面存档备份，存于）